# Aràcnids
Els aràcnids (Arachnida, gr. arakhne, 'aranya') són una classe d'artròpodes del subfílum dels quelicerats (juntament amb els euriptèrides i els xifosurs). S'han descrit unes 112.000 espècies d'aràcnids i són el segon grup més nombrós del regne animal. Es descriuen 4,58 espècies noves d'aràcnids al dia de mitjana.
Els aràcnids són majoritàriament terrestres, solen tenir 8 potes i no tenen antenes, a diferència dels insectes que sempre tenen 6 potes i un parell d'antenes. Inclou animals tan coneguts com les aranyes, els escorpins i les paparres, entre d'altres.
En general no tenen ulls compostos (a diferència dels euriptèrides i els xifosurs). Sovint són carnívors i cacen les seves preses amb teranyines en el cas d'algunes aranyes, altres són paràsits d'animals i plantes. N'hi ha que s'alimenten de vegetals i poden ser una plaga, com en el cas de l'anomenada aranya roja/ aranya vermella.

## Morfologia

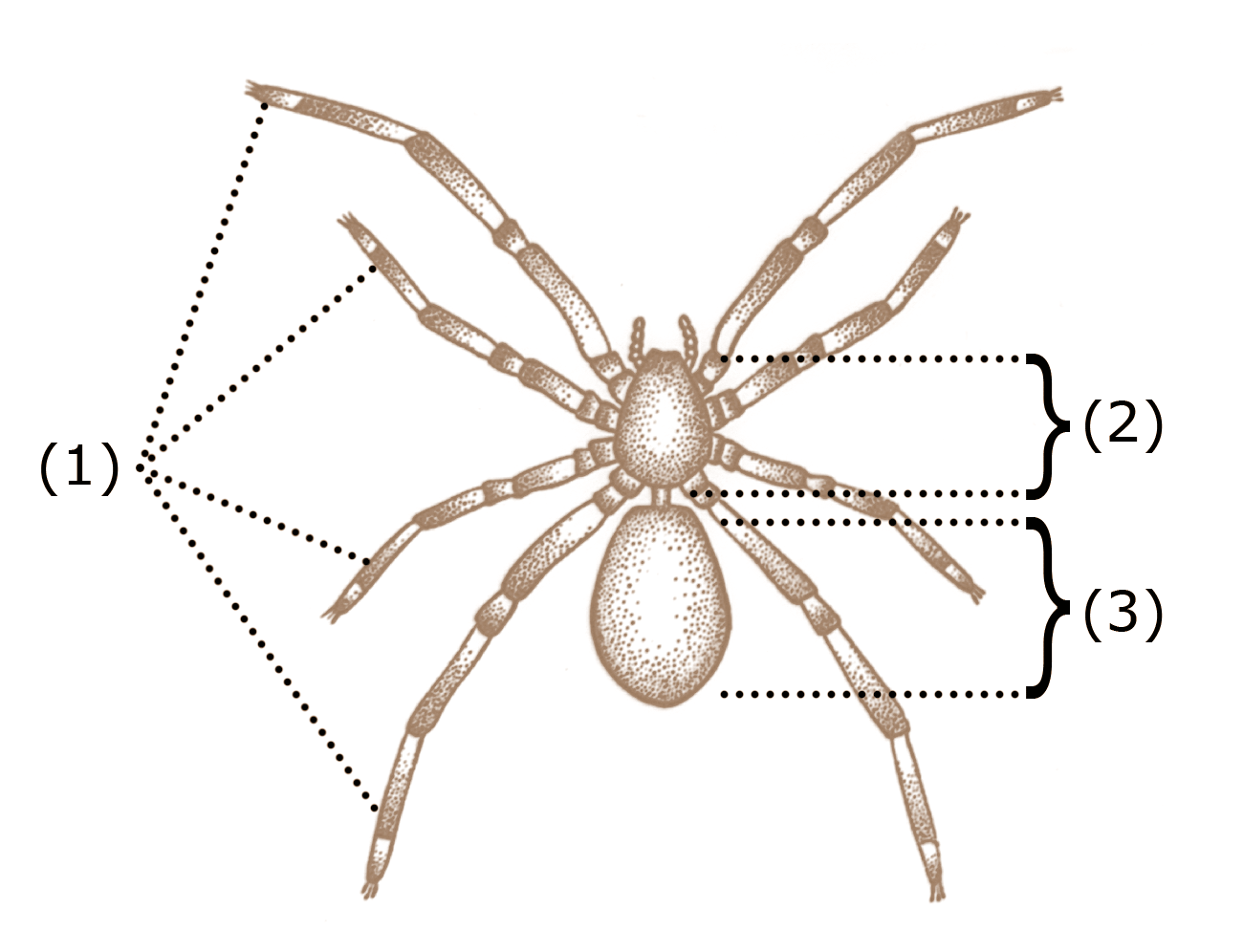
Les característiques bàsiques dels aràcnids inclouen quatre parells de potes (1) i un cos dividit en dos tagmata: el cefalotòrax (2) i l'abdomen (3)

Gairebé tots els aràcnids adults tenen vuit potes, a diferència dels insectes adults que tots tenen sis potes. Tanmateix, els aràcnids també tenen dos parells més d'apèndixs que s'han adaptat per a l'alimentació, la defensa i la percepció sensorial. La primera parella, els quelícers, els serveixen per alimentar-se i defensar-se. El següent parell d'apèndixs, els pedipalps, s'han adaptat per a les funcions d'alimentació, locomoció i/o reproductiva. En els escorpins, pseudoescorpins i ricinulis, els pedipalps acaben en un parell de pinces, i en els Uropygi, Schizomida, Amblypygi i la majoria de segadors s'utilitzen per a la captura de preses. En els solífugs, els palps són bastant semblants a les potes, de manera que aquests animals semblen tenir deu potes. Les larves dels àcars i ricinulis només tenen sis potes; un quart parell sol aparèixer quan muden en nimfes. Tanmateix, els àcars són variables: a més de vuit, hi ha àcars adults amb sis o, com en Eriophyoidea, fins i tot quatre potes. Mentre que els mascles adults d'alguns membres de Podapolipidae tenen sis potes, les femelles adultes només tenen un sol parell.
Els aràcnids es distingeixen més dels insectes pel fet que no tenen antenes ni ales. El seu cos està organitzat en dos tagma, anomenats 
prosoma (cefalotòrax) i opistosoma (abdomen). El prosoma, o cefalotòrax, sol estar cobert per una única closca contínua anomenada escut prosòmic. L'opistosoma pot estar segmentat (com en els escorpins), però en molts grups es produeixen diferents graus de fusió entre els segments. Un tèlson està present en els escorpins, on s'ha modificat en un agulló, i en un flagel en els escorpins Palpigradi, Schizomida (molt curt) i Uropygi. A la base del flagel en els dos últims grups hi ha glàndules que produeixen àcid acètic com a defensa química. Excepte un parell de pectines en escorpins, i les fileres en aranyes, l'abdomen no té apèndixs.
Com tots els artròpodes, els aràcnids tenen un exoesquelet, i també tenen una estructura interna de teixit semblant al cartílag, al qual s'uneixen determinats grups musculars. Fins i tot es calcifica en algunes opilions.

## Locomoció
La majoria d'aràcnids no tenen músculs d'extensió a les articulacions distals dels seus apèndixs. Les aranyes i els uropygis estenen les seves extremitats hidràulicament utilitzant la pressió de la seva hemolimfa. Els Solifuges i alguns opilions estenen els genolls mitjançant l'ús d'engrossiments altament elàstics a la cutícula articular. Els escorpins, els pseudoscorpins i alguns segadors han desenvolupat músculs que estenen dues articulacions de les cames (les articulacions fèmur-ròtula i ròtula-tíbia) alhora. Les articulacions equivalents dels pedipalps dels escorpins, però, s'estenen per retrocés elàstic.

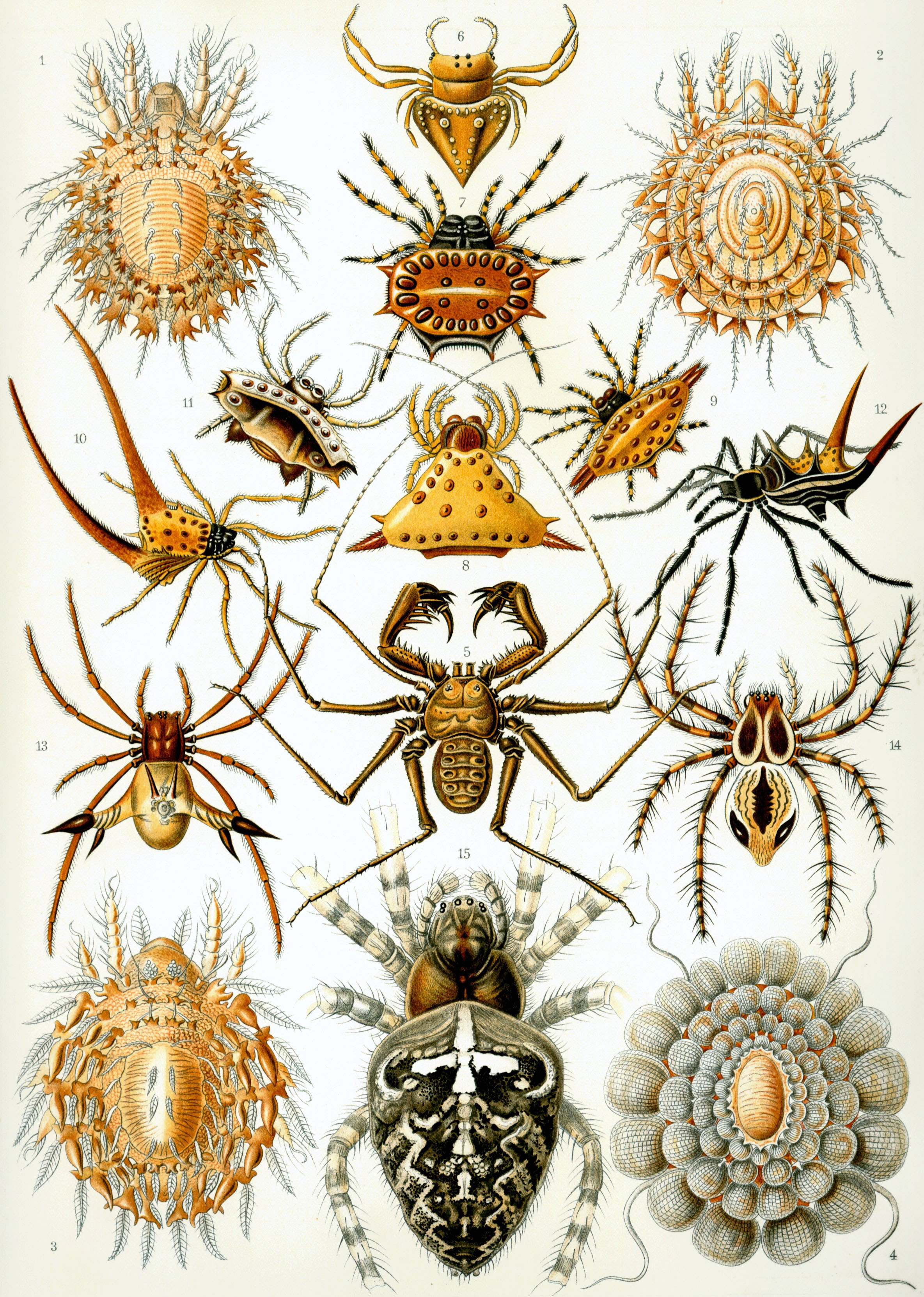
"Arachnida" del Kunstformen der Natur, 1904, d'Ernst Haeckel

## Fisiologia
Els aràcnids tenen dues estructures respiratòries diferents, les fil·lotràquies (coneguts també com a pulmons en llibre) i el sistema traqueal, que poden presentar-se juntes en el mateix animal. El sistema traqueal dels aràcnids no és homòleg al dels insectes i miriàpodes, de manera que, en els artròpodes, hi ha hagut un notable fenomen de convergència evolutiva pel que es refereix al desenvolupament d'un aparell respiratori adequat per a la colonització del medi terrestre; el sistema traqueal va aparèixer tres vegades de manera independent en tres grups diferents d'artròpodes.
Els aranèids més primitius (Mesothelae) posseeixen dos parells de pulmons en llibre i no tenen tràquees; els araneomorfs, més evolucionats, posseeixen normalment un parell de pulmons i un sistema de tubs traqueals.
Els ricinulis, pseudoscorpins, solífugs, opilions i àcars tenen també un sistema traqueal més o menys desenvolupat, però no així els escorpins, uropigis, amblipigis i esquizòmides, que respiren través de fil·lotràquies.
La sang dels aràcnids té una composició variable, depenent del mode de respiració. Els aràcnids amb un sistema traqueal eficient no necessiten transportar oxigen a la sang i poden tenir un sistema circulatori reduït. En els escorpins i algunes aranyes, però, la sang conté hemocianina, un pigment a base de coure amb una funció similar a l'hemoglobina dels vertebrats. El cor es troba a la part anterior de l'abdomen, i pot estar o no segmentat. Alguns àcars no tenen cor.

## Dieta i sistema digestiu
Els aràcnids són majoritàriament carnívors, s'alimenten dels cossos predigerits dels insectes i altres animals petits. Però les paparres, i molts àcars, són paràsits, alguns dels quals són portadors de malalties. La dieta dels àcars també inclou animals diminuts, fongs, sucs de plantes i matèria en descomposició. Gairebé igual de variada és la dieta dels opilions, on trobarem depredadors, descomponedors i omnívors alimentant-se de matèria vegetal i animal en descomposició, excrements, animals i bolets. Els opilions i alguns àcars, com l'àcar de la pols de la llar, també són els únics aràcnids capaços d'ingerir aliments sòlids, la qual cosa els exposa a paràsits interns, encara que no és estrany que les aranyes mengin la seva pròpia seda. Una espècia d'aranya saltadora, la bagheera kiplingi, és majoritàriament herbívora. Els escorpins, aranyes i pseudoescorpins segreguen verí de glàndules especialitzades per matar les preses o per defensar-se. El seu verí també conté enzims predigestius que ajuden a descompondre les preses. La saliva de les paparres conté anticoagulants i anticomplements, i diverses espècies produeixen una neurotoxina.
Els aràcnids produeixen enzims digestius a l'estómac i utilitzen els seus pedipalps i quelícers per abocar-los sobre les seves preses mortes. Els sucs digestius converteixen ràpidament la presa en un brou de nutrients, que l'aràcnid xucla en una cavitat prebucal situada immediatament davant de la boca. Darrere de la boca hi ha una faringe musculosa i esclerotitzada, que actua com a bomba, xucla el menjar per la boca i cap a l'esòfag i l'estómac. En alguns aràcnids, l'esòfag també actua com a bomba addicional.
L'estómac és de forma tubular, amb múltiples diverticles que s'estenen per tot el cos. L'estómac i els seus diverticles produeixen enzims digestius i absorbeixen els nutrients dels aliments. S'estén per la major part del cos, i es connecta amb un intestí i anus esclerotats curts a la part posterior de l'abdomen.

## Classificació
Segons l'última revisió, els aràcnids es subdivideixen en 19 ordres, tres dels quals estan extints:
- Ordre Haptopoda †
- Ordre Opiliones
- Ordre Palpigradi
- Ordre Phalangiotarbida †
- Ordre Pseudoscorpiones - pseudoescorpins
- Ordre Ricinulei
- Ordre Scorpiones - escorpins (2.000 espècies)
- Ordre Solifugae
- Ordre Trigonotarbida †
- Clade Tetrapulmonata
  - Ordre Amblypygi
  - Ordre Araneae - aranyes (40.000 espècies)
  - Ordre Schizomida
  - Ordre Thelyphonida (=Uropygi)
- Subclasse Acari - àcars i paparres
  - Superordre Acariformes
    - Ordre Sarcoptiformes
    - Ordre Trombidiformes

  - Superordre Opilioacariformes
    - Ordre Opilioacarida

  - Superordre Parasitiformes
    - Ordre Holothyrida
    - Ordre Ixodida
    - Ordre Mesostigmata